# Consent
Consent è un film televisivo inglese del 2007 diretto da Brian Hill. È stato trasmesso nel Regno Unito su Channel 4 il 21 gennaio 2007.

## Trama
Becky e Steve, ambiziosi e attraenti, sono colleghi in una piccola compagnia che si occupa d'informatica. Una sera vengono invitati alla festa di un cliente in un albergo di lusso: agli ospiti vengono offerti non solo alcolici, ma anche delle stanze per il pernottamento. Quando il tacco di una delle scarpe di Becky si rompe, la donna raggiunge la sua camera, seguita da Steve, e i due fanno l'amore. La donna, però, denuncia Steve per stupro.